# 27 Lyncis
27 Lyncis, som är stjärnans Flamsteed-beteckning, är en ensam stjärna i den mellersta delen av stjärnbilden Lodjuret. Den har en högsta skenbar magnitud på ca 4,78 och är svagt synlig för blotta ögat där ljusföroreningar ej förekommer. Baserat på parallaxmätning inom Hipparcosuppdraget på ca 13,0 mas, beräknas den befinna sig på ett avstånd på ca 250 ljusår (ca 77 parsek) från solen. Den rör sig bort från solen med en heliocentrisk radialhastighet av ca 11 km/s.

## Egenskaper
27 Lyncis är en vit till blå stjärna i huvudserien av spektralklass A2 V. Den har en massa som är ca 2,2 solmassor, en radie som är ca 3,2 solradier och utsänder ca 65 gånger mera energi än solen från dess fotosfär vid en effektiv temperatur på ca 10 000 K. Observerad röntgenstrålning nära stjärnans koordinater kan komma från en oupptäckt följeslagare eller en bakgrundskälla.
27 Lyncis är en misstänkt variabel, som har visuell magnitud +4,81 och varierar utan någon fastställd amplitud eller periodicitet.